# Eudyptes chrysocome chrysocome
Sous-espèce
Eudyptes chrysocome chrysocome est une sous-espèce du Gorfou sauteur (Eudyptes chrysocome).